# Catignano
Catignano är en ort och kommun i provinsen Pescara i regionen Abruzzo i Italien. Kommunen hade 1 325 invånare (2018).